# Seznam britanskih antropologov
Seznam britanskih antropologov.

## D
- R.E. Dennett
- Mary Douglas

## E
- Edward E. Evans-Pritchard

## F
- James Frazer

## G
- Francis Galton
- Jane Goodall

## H
- Alfred Cort Haddon

## K
- Arthur Keith
- Adam Kuper

## L
- Edmund Leach
- Mary Leakey
- Meave Leakey

## M
- Bronisław Malinowski (poljskega rodu)
- Henry Evans Maude
- J. Clyde Mitchell
- Ashley Montagu

## N
- Siegfried Frederick Nadel

## P
- John Shae Perring
- William James Perry (1887–1949)

## R
- Alfred Radcliffe-Brown
- FitzRoy Somerset, 4th Baron Raglan
- W. H. R. Rivers

## S
- Alison Spedding
- Walter Baldwin Spencer

## T
- Colin Turnbull
- Edward Burnett Tylor (1832–1917)

## V
- Richard William Howard Vyse

## W
- Alan Walker (akademik)
- Alfred Russel Wallace